# Kadambes de Hangal
La dinastia dels Kadambes de Hangal es va fundar el 980 quan descendents dels Chalukya i Kadambes es van revoltar contra els Raixtrakutes provocant la caiguda de l'Imperi Raixtrakuta i l'establiment de la segona Dinastia Chalukya (Chalukya occidentals) i dels kadambes de Hangal.
Chatta Deva (980-1031), fundador dels Kadambes de Hangal, va ajudar en aquell moment als Chalukya Occidentals per aquesta revolució;va restablir la dinastia Kadamba encara que de fet va esdevenir un feudatari dels Chalukya Occidentals, però els seus successors van gaudir d'independència considerable i foren gairebé governants sobirans de Goa i Konkan fins al segle xiv. Els successors de Chatta Deva van ocupar Banavasi i Hangal i són coneguts com a Kadambas de Hangal. Els kadambes de Banavasi i Hangal, es van distingir contra els Coles i es van crear un regne (que es va estendre per aquest costat, incloent el districte de Ratnagiri fins a Kolhapur). Es diu que va conquerir Konkan. Quan els Chalukya sota el seu rei, Jayasimha II va avançar cap a Dhar (capital de Malwa) i va derrotar el rei paramara Bhoja, la part que hi va jugar Chaltadev (Chatta Deva), com a feudatari dels Chalukya, fou significativa. Durant 1075-1116 Kirtivarma va sotmetre els set Konkans.
A causa de la lluita entre els Hoysalas i els Yadaves per la supremacia, el rei Kadamba de Hangal Kamdeva va marxar contra el Konkan i va obligar a Vijayadatta a transferir-li la seva lleialtat). Però durant 1187 i 1188, immediatament després de en la seva accessió, Jayakesi III es va declarar independent.

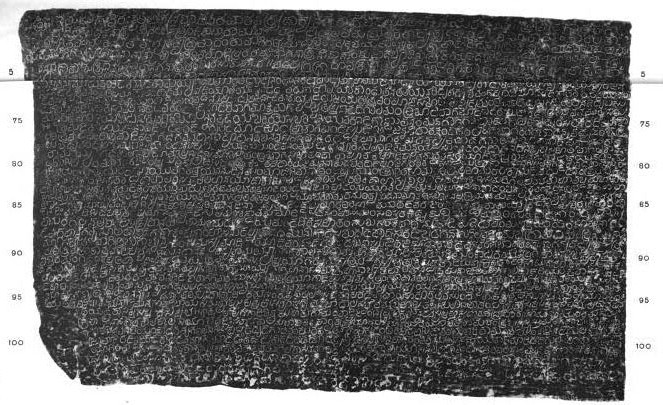
Inscripció en antic kanarès (1200) del rei Kamadeva de la dinastia Kadamba de Hangal

Els Kadambes posteriors van mantenir nominal lleialtat als Yadaves i Hoysales de Dorasamudra i per això van poder mantenir la seva independència.
Quatre famílies diferents de Kadambas van governar a l'Índia del sud: Kadambas de Hangal, Kadambas de Goa, Kadambas de Belur i Kadambas de Banavasi.

## Regnes menors Kadambes
El Kadambes de Banavasi van declinar des del segle vi. Al segle x eren caps locals, però van emergir com a vassalls dels Chalukya Occidentals amb centre a Hangal i igualment els Kadambes de Goa, a Goa i Konkan, fins al segle xiv. De manera semblant algunes branques menors Kadamba es van establir com a poders vassalls.
Kadambes de Bankapur
Van servir de governadors regionals pels Kadambes de Banavasi i després dels Kadambes de Hangal.
Kadambes de Bayalnad 

Després de la caiguda dels Gangues Occidentals els kadambes van ocupar Bayalnadu; la branca de caps locals va iniciar la dinastia dels Kadambes de Bayalnad establint un independent regne menor que va fundar Kaviyammarasa que va governar cap a final del segle x.
Kadambes de Nagarkhanda
Els Kadambes de Nagarkhanda eren descendents de Mayuravarma de Hangal; van servir com a governadors regionals de Nagarkhanda, el districte al nord-est de Banavasi. Es van titular com boon senyors de Banavasipura i la seva capital era a Bandhavapura. Inicialment els Kadambes de Hangal van rebutjar reconèixer la sobirania dels Kalachuris de Kalyani, el que va portar a la guerra entre ambdós; llavors els Kalachuris va ajudar a Somadeva que el 1159 en una inscripció apareix subordinat als Kalachuris. Bijjala II va conquerir Banavasi i la va entregar a Somadeva (vers 1160).
Kadambes de Uchchangi
El Kadambes de Uchchangi eren nominalment reis de Banavasi però de fet el poder efectiu estava en mans dels Kadambes de Hangal.